# Neil Kinnock
Neil Gordon Kinnock (ur. 28 marca 1942 w Walii Południowej) – brytyjski polityk, poseł do Izby Gmin w latach 1970–1995, w latach 1983–1992 przywódca Partii Pracy i lider opozycji. Członek Komisji Europejskiej ds. transportu (1995–1999) oraz ds. reformy administracyjnej (1999–2004). Obecnie jest przewodniczącym British Council i rektorem Cardiff University. Od 31 stycznia 2005 zasiada w Izbie Lordów.

## Życiorys
Urodził się w rodzinie pochodzącej ze Szkocji. Uczył się w Pengam i na uniwersytecie w Cardiff. Przez 4 lata pracował jako instruktor w Stowarzyszeniu Kształcenia Robotników (Worker's Educational Association), po czym w 1970 został członkiem Izby Gmin z ramienia Partii Pracy z okręgu Bedwellty. W 1978 wszedł w skład najwyższych władz partii, a w 1979 został rzecznikiem opozycji w sprawach dotyczących edukacji. W wyborach w 1979 wszedł do Izby Gmin z nowego okręgu Islwyn. Po rezygnacji Michaela Foota Kinnock został wybrany na jego następcę jako przywódcy partii w październiku 1983, chociaż nie miał doświadczenia w pracy w urzędującym rządzie. Funkcję jego zastępcy objął Roy Hattersley. Kinnock podjął modernizację partii, niwelując polityczne manewry bojowej lewicy. Stał na czele opozycji parlamentarnej przeciwko rządowi premier Margaret Thatcher. W wyborach 1987 Partia Pracy uzyskała poprawę swych notowań, lecz w 1992 team Kinnock-Hattersley poniósł następną porażkę, gdy nie udało im się zdobyć wystarczającego poparcia na południowym wschodzie Anglii oraz środkowej Anglii, przez co nie pokonali konserwatystów skupionych wokół Johna Majora. W lipcu 1992 Kinnock porzucił przywództwo partii, przekazując je Johnowi Smithowi. W 1994 zakończył karierę w parlamencie, jednak w styczniu 1995 został wybrany na przedstawiciela Wielkiej Brytanii w Komisji Europejskiej.